# Waldvogteiamt
Das Waldvogteiamt, auch Waldvogtei, ist ein Renaissance-Schlösschen in Waldshut. 

## Geschichte
Das Waldvogteiamt entstand um 1775 nach Plänen von Ferdinand Weitzenegger. Ein Vorgängerbau soll hier ab 1610 bestanden haben. Es geht zurück auf die vorderösterreichische Verwaltung der Grafschaft Hauenstein, respektiv des Hotzenwaldes, von den Burgen Burg Hauenstein und Burg Gutenburg aus und war der Sitz des Waldvogts im Herrschaftsbereich auf dem Wald und der Waldstädte. Der römisch-deutsche König Maximilian erließ dazu 1507 eine 17 Artikel umfassende Ordnung, die bis ins 18. Jahrhundert galt.
Am Gebäude sind nur wenige Stilelemente der Renaissance auszumachen. Es verfügt über einen Keller mit Tonnengewölbe. 1904 erfolgte ein Anbau mit einem Rundturm und einem Neu-Renaissance Portal. Es wurde dann Amtshaus und war bis zum Neubau des Landratsamt Waldshut Landratsamt. Heute ist es der Amtssitz der Staatsanwaltschaft Waldshut-Tiengen.

## Waldvögte
- 1355 Graf Johann von Habsburg-Laufenburg
- 1386 Freiherr Rudolf von Schönau, genannt Hürus
- 1388 Hugo von Montfort
- 1390 Freiherr Hesso von Baden-Hachberg
- 1393 Heinrich III. der Gessler ist bezeugt ab 1359 bis um 1407 Er war habsburgischer Kammermeister von Herzog Leopold III. von Habsburg, herzoglicher Rat, 1386 Landvogt im Aargau, 1387 im Thurgau und 1393 Waldvogt auf der Gutenburg
- 1415 Henzmann Schmi(th)?
- 1416 Ritter Eberhard im Thurn
- 1421 Heinrich von Rumlang
- 1446 bis 1447 Nikolaus von Molsheim
- 1468–1476 Ritter Wilhelm Herter von Hertneck
- 1474 Hans Bernhard von Gilgenberg
- 1478 Ritter Dietrich von Rümlang
- 1485 Ritter Dietrich von Blumegg
- 1494 bis 1499 Rudolf von Griessen
- 1502 Hans Rumeli
- 1502 Michel Reuttner
- 1502 bis 1510 Friedrich von Roll
- 1517 Junker Philipp von Tegernau

Nachdem Waldshut der Wiedertäuferbewegung angehört hatte, wurde der Schultheiß der Stadt Waldshut von der Habsburger Regierung eingesetzt. Er durfte als Strafe nicht mehr frei gewählt werden. Er war zugleich Waldvogt:
- 1527 Ludwig Hornegg von Horenberg
- 1532 Freiherr Hans Joachim Lorenz von Heidegg, Vater des Landvogts Junker Hans Jakob von Heidegg auf Schloss Gurtweil
- 1537–1559 Freiherr Johann Melchior Heggenzer von Wasserstelz
- 1567–1569 Christoph von Heidegg
- 1578–1586 Hans Christoph von Heidegg
- 1596–1608 Hans Ludwig von Heidegg
- 1610–1629 Konrad von Altendorf zu Neuhausen
- 1631–1643 Freiherr Maximillian Jacob von Schönau, Vater des Johann Franz von Schönau
- 1643–1674 Hans Dietrich von Schönau
- 1674–1678 Johann Ulrich Hug von Winterbach
- 1678–1683 Freiherr Franz Josef von Schönau
- 1696–1707 Georg Reinhard von Kagenegg
- 1717 Johann Joseph Heinrich Zweyer von Evenbach zu Unteralpfen
- 1721 Freiherr Franz Leopold Beck von und zu Willmendingen
- 1728 Freiherr Thadäus von Reischach
- 1738–1755 Franz Anton von Schönau zu Wehr
- 1760 bis 1765 Joseph Xaver Tröndle von Greiffenegg
- 1776–1788 “Josef von Landsee”, Baron Franz von Spaun[1]

1789 wurde aus dem Titel Schultheiß der Bürgermeister
- 1791–1802 Ferdinand von Harrant
- 1805 kam Waldshut an Baden und die bisherigen Provinzen wurden aufgehoben und in zunächst 10 Kreise (Seekreis, Donaukreis, Wiesenkreis, Dreisamkreis, Kinzigkreis, Murgkreis, Pfinz- und Enzkreis, Neckarkreis, Odenwälderkreis, Main- u. Tauberkreis) mit je einem Kreisdirektor und je 2 Kreisräten sowie wieder in Bezirke eingeteilt. 1832 wurden diese Kreise auf vier Kreise mit Sitzen in Konstanz, Freiburg, Rastatt und Mannheim zusammengelegt.

Mit der Verordnung vom 12. Juli 1864 wurde das Land Baden neu in 11 Kreise eingeteilt, dies war der Beginn der heutigen Kreisverwaltung, die einstige Waldvogtei wurde Bezirksamt. Oberster Beamter wurde der Oberamtmann, danach in den 1920er Jahren der Landrat mit Sitz im Landratsamt Waldshut, das an der Stelle des von Jacques Gros erbauten Waldschlosses, am 3. Mai 1984 eingeweiht wurde.

## Oberamtmann
- 1807–1819: Mathias Föhrenbach
- 1819–1834: Johann Baptist Schilling
- 1834–1846: Joseph Maximilian Dreyer
- 1846–1847: Alois Lang
- 1847–1850: Wilhelm Bulster
- 1850–1853: Anton Jüngling
- 1853–1860: Mathias Schmieder
- 1860–1867: Leopold Rieder
- 1867–1871: Gustav von Stösser
- 1871–1877: Karl Heinrich Baader
- 1877–1881: Rudolf Rüdt von Collenberg-Eberstadt
- 1881–1887: Richard Bensinger
- 1887–1889: Karl Friedrich Bernhard Heil
- 1890–1896: Robert Benckiser
- 1896–1902: Johann Karl Wilhelm Wild
- 1902–1909: Franz Keim
- 1909–1912: Otto Seidenadel
- 1912–1920: Hermann Korn

## Landrat
- 1921–1931: Otto Schäfer
- 1932–1942: Camill Hofheinz
- 1942–1945: Waldemar Ernst
- 1945–1947: Joachim Straub
- 1947:–1947 Alfons Oswald (kommissarisch)
- 1947–1949: Georg Beck (kommissarisch)
- 1949–1954: Ludwig Seiterich
- 1954–1971: Wilfried Schäfer
- 1971–1979: Norbert Nothhelfer
- 1980–2006: Bernhard Wütz
- 1. September 2006 bis 31. August 2014: Tilman Bollacher
- seit 1. September 2014: Martin Kistler